# Źródła Romanowskie

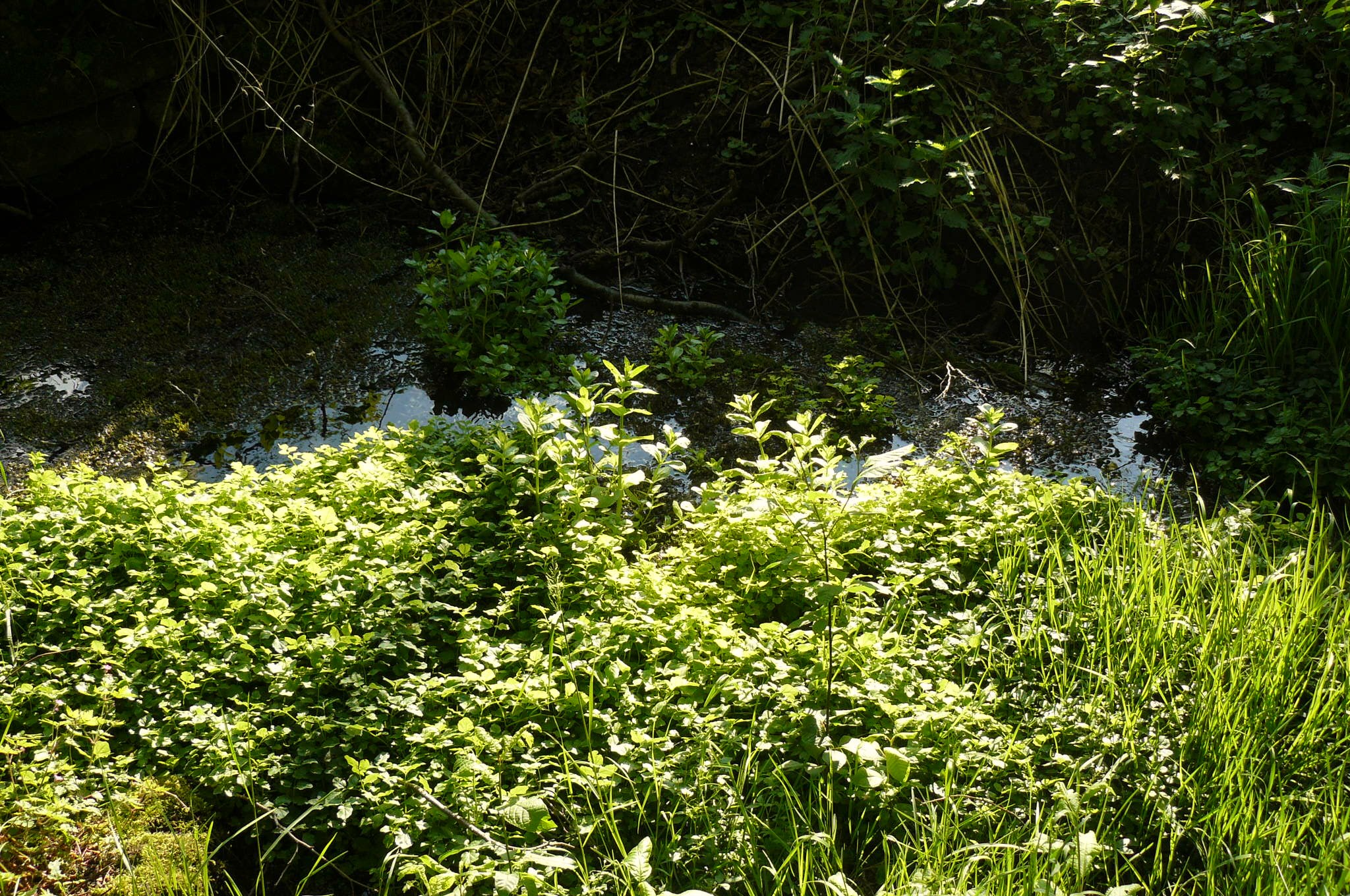
Źródło koło Żelazna, w dolinie Piotrówki

Źródła Romanowskie – duży zespół wywierzysk w południowo-zachodniej Polsce w Sudetach Wschodnich, w Masywie Śnieżnika.

## Położenie i opis
Źródła o stałej temperaturze 10°C, położone w Sudetach Wschodnich, w północno-zachodniej części mezoregionu Masyw Śnieżnika, w północno-zachodniej części Krowiarek, około 1,5 km na południowy zachód od miejscowości Żelazno.
Jest to duży zespół wywierzysk położony w obniżeniu między szczytami Słupiec (531 m n.p.m.) i Wapniarka (518 m n.p.m.), w dolinie potoku Piotrówka w pobliżu miejscowości Romanowo. Kilka wypływów występuje jako osobne źródła rozmieszczone na przestrzeni kilkudziesięciu metrów; jedno z nich znajduje się w korycie Piotrówki. Dotąd nie ustalono jednoznacznie kwestii pochodzenia wód w wywierzyskach. W źródłach występują endemiczne odmiany wrotków i rzadki, chroniony ślimak źródlarka karpacka (Bythinella austriaca). Od 1982 źródła Romanowskie objęte są ochroną.

## Szlaki turystyczne
Poniżej Źródeł Romanowskich przechodzi  szlak turystyczny z Żelazna na Przełęcz Puchaczówkę.